# Rubik R-26
Die Rubik R-26 Góbé ist ein ungarisches Segelflugzeug.

## Entwicklung
Ernő Rubik entwarf die R-26 in der Übergangsphase von der Ein- zur Doppelsitzer-Schulung zum Ende der 1950er Jahre als robustes Schulflugzeug für die ungarischen Fliegerklubs. Der erste Prototyp R-26 P1 (Luftfahrzeugkennzeichen HA–5301, Erstflug 6. Mai 1960) war mit einem V-Leitwerk ausgestattet, das bei dem zweiten Prototyp P2 (HA–5302, Erstflug 23. August 1961) und der Serienausführung durch ein herkömmliches Normalleitwerk ersetzt wurde. Nach einer umfangreichen Erprobung und einigen weiteren Änderungen ging das Flugzeug 1963 als R-26S im Werk von Esztergom in Serienproduktion. Die Produktion in Esztergom endete nach 115 Exemplaren und Mitte der 1970er Jahre auch die Überholung dieses Flugzeugtyps dort. Im Jahr 1981 wurde dafür in Szombathely eine Werkstatt (AFIT) eingerichtet. Aufgrund des Fehlens von Alternativen und auch um den westeuropäischen und US-amerikanischen Zulassungsvoraussetzungen zu entsprechen, wurde das Flugzeug zur R-26SU weiterentwickelt. Nach dem Erstflug im November 1982 wurde diese Version in Szombathely in 78 Exemplaren in Serie gebaut.
Die R-26 entwickelte sich zum Standard-Ausbildungsflugzeug des ungarischen Verteidigungsverbands (MHSZ) und war über mehrere Jahrzehnte hin im Einsatz. Das Flugzeug war auch für den Export vorgesehen, konnte sich aber gegen die tschechische LF-109 Pionyr nicht durchsetzen. Als Nachfolger für die Fortgeschrittenenschulung entwickelte Rubik die einsitzige R-27 Kópé, für die 80 % der R-26-Baugruppen Verwendung fanden.

## Aufbau
Die R-26 ist in freitragender Ganzmetallbauweise ausgeführt. Das Rumpfvorderteil mit Pilotenkabine und Hauptfahrwerk besteht aus einem metallbeplankten Gitterwerk-Rahmen. Das Hinterteil aus formgebenden Längsgurten ist bis auf den ebenfalls mit Metall beschlagenen Rumpfrücken stoffbespannt. Durch den höher angeordneten hinteren Sitz besaß auch der Fluglehrer eine gute Sicht. Die zweiteilige Tragfläche mit leicht negativer Pfeilung und senkrecht stehenden Leichtmetallrippen besitzt eine rechteckige Form und ist von der Flügelnase bis in Höhe des Holms mit Metall beplankt, wobei im Bereich der Torsionsnase der Werkstoff zur Erhöhung der Festigkeit leicht gewellt ist, und dahinter mit Stoff bespannt. Seiten- und Höhenflosse besitzen Metallbehäutung, Seiten- und Höhenruder Stoffbespannung. Das Hauptrad ist nicht einziehbar.

## Technische Daten

Dreiseitenansicht der R-26S

| Kenngröße                       | Daten            |
| ------------------------------- | ---------------- |
| Besatzung                       | 2                |
| Spannweite                      | 14,00 m          |
| Länge                           | 9,00 m           |
| Flügelfläche                    | 18 m²            |
| Flügelstreckung                 | 10,9             |
| Rumpfbreite                     | 0,70 m           |
| Pfeilung                        | −1,5°            |
| Flächenbelastung                | 23,3 kg/m²       |
| Profil                          | Gö 549 mod.      |
| Rüstmasse                       | 220 kg           |
| Startmasse                      | 425 kg           |
| höchstzulässige Geschwindigkeit | 165 km/h         |
| geringstes Sinken               | 0,97 m/s         |
| beste Gleitzahl                 | 23,7 bei 80 km/h |